# Hipra
Hipra ist ein 1971 gegründetes biotechnologisch-pharmazeutisches Unternehmen, das sich auf die Krankheitsprävention von Mensch und Tier konzentriert und Impfstoffe sowie einen Diagnoseservice anbietet. Das Unternehmen mit Hauptsitz in Amer, Katalonien, ist eigenen Angaben zufolge der weltweit fünftgrößte Hersteller von Tierimpfstoffen und in den 2010er-Jahren führend in der Branche der Humanimpfstoffproduktion gewesen.
Hipra ist mit eigenen Tochtergesellschaften, drei Forschungs- und Entwicklungszentren und sechs  Produktionsstätten in Spanien und Brasilien in mehr als 40 Ländern präsent. Das Vertriebsnetz deckt mehr als 100 Länder in fünf Kontinente ab. 2020 entwickelte das Unternehmen einen Impfstoff gegen COVID-19.

## Unternehmensgeschichte
Die Anfänge des Unternehmens gehen auf das Jahr 1971 zurück, als eine Gruppe junger Unternehmer ein kleines, 1954 gegründetes Labor in Madrid übernahm, das den Namen Hipra (nach den Namen seiner ehemaligen Gründer: Hidalgo und Prada) trug, und dieses nach Amer in Katalonien umzog. Im Jahr 1991 hatte das Unternehmen 100 Mitarbeiter und einem Umsatz von 10 Millionen Euro.
Ab dem Jahr 2000 folgte eine Phase der technischen und kommerziellen Expansion, in der Hipra mit der Internationalisierung begann und eigene Tochtergesellschaften auf der ganzen Welt gründete. Mit Stand 2023 verfügt das Unternehmen über Handelsniederlassungen in 40 Ländern, drei  Forschungszentren und sechs Produktionsstätten in Europa und Südamerika. Das Vertriebsnetz erstreckt sich über alle fünf Kontinente.
Im Jahr 2009 wurde die strategische Positionierung auf die Krankheitsprävention ausgerichtet und Investitionen in therapeutische Produkte eingestellt.
Im Zuge der COVID-19-Pandemie begann das Unternehmen 2020, einen Impfstoff gegen das neue Virus (SARS-CoV-2) zu entwickeln. Im Jahr 2021 wurde der erste Hipra-Impfstoff gegen SARS-CoV-2 fertiggestellt.  2021 wurde der neue Geschäftsbereich Human Health gegründet. Im selben Jahr wurde GoodGut, ein Biotech-Start-up-Unternehmen für Erforschung und Entwicklung von Diagnosetests für Verdauungskrankheiten, übernommen.

## Tiergesundheit
Hipra hat mehr als 100 Impfstoffe für verschiedene Tierarten, sowohl für Nutz- als auch für Haustiere, entwickelt. Neben der Fabrik in Amer gründete Hipra eine weitere in Brasilien, im Ballungsraum Porto Alegre. Das Unternehmen verfügt auch über ein universitäres Forschungszentrum in den Vereinigten Staaten von Amerika. Zu den Tiergesundheitsprodukten des Unternehmens gehören Impfstoffe, Impfgeräte, Dienste zur Rückverfolgbarkeit von Epidemien und Diagnosekits.

## Menschliche Gesundheit

### COVID-19-Impfstoff
Im Zuge der COVID-19-Pandemie beschloss Hipra den angestammten Markt der Tiermedizin zu erweitern und einen Impfstoff gegen COVID-19 zu entwickeln. Dabei handelt es sich um Selvacovatein (PHH-1V), ein rekombinantes Protein, das auf einem Fusionsheterodimer mit der rezeptorbindenden Domäne (RBD) des Spike-Proteins der SARS-CoV-2-Variante Alpha und Beta basiert. Er ist mit der squalenhaltigen Mischung SQBA adjuvantiert. Ende März 2022 startete die Europäische Arzneimittel-Agentur (EMA) eine beschleunigte Vorabprüfung für den Impfstoff. Im März 2023 wurde er in der EU unter dem Namen Bimervax für die Auffrischimpfung zur Vorbeugung gegen COVID-19 bei Personen ab 16 Jahren zugelassen, die zuvor einen mRNA-Impfstoff gegen COVID-19 erhalten hatten.
Bimervax wird bei einer Temperatur zwischen 2 und 8 °C gelagert, was vorteilhaft ist im Vergleich zu Verpackung und Vertrieb solcher Impfstoffe, die tiefere Temperaturen erfordern. Die verwendete Technologie kann bei Bedarf an neue Varianten des Virus angepasst werden. Die Ergebnisse aus Studien zeigen, dass der Impfstoff neutralisierende Antikörper gegen aktuelle Varianten und Mutationen produziert und bei der Krankheitsprävention wirksam ist.

### Kollaboration mit Hipra zu Beginn der Pandemie
Zu Beginn der COVID-19-Pandemie wandte sich Hipra an das katalanische Gesundheitsinstitut, um seine Hilfe im Rahmen der Gesundheitskrise anzubieten. Das Unternehmen stellte den Gesundheitsbehörden Einrichtungen zur Verfügung, die zuvor an seinem Hauptsitz gebaut wurden und die es im Rahmen seines Expansionsplans in der ersten Jahreshälfte 2008 einweihen wollte (ca. 700 m² Labors, die mit Technologie für die PCR-Diagnose ausgestattet sind). Dort analysierten Mitarbeiter von Hipra zusammen mit Fachleuten des katalanischen Gesundheitsinstituts (ICS), des Biomedizinischen Forschungsinstituts von Girona (IDIBGI) und Mitarbeitern der Universität Girona (UdG) täglich durchschnittlich 300 bis 400 Proben aus sieben Krankenhäusern der Region Girona und aus Wohngebieten in der Umgebung, in Spitzenzeiten bis zu täglich 1.000 und in Summe über 30.000 PCR-Tests.

### Creu de Sant Jordi
Im Juni 2022 verlieh die Generalitat de Catalunya dem Unternehmen Hipra den Creu de Sant Jordi für „seine Beteiligung an der Suche nach einem neuen Impfstoff gegen die durch das SARS-CoV-2 verursachte Erkrankung“ und für ihr „Engagement für die öffentliche Gesundheit des Landes“.

## Kontroversen
Anfang der 1990er-Jahre verwarnte die Nationale Kommission für den Wettbewerb Spaniens unter anderem Hipra, Zoetis, Bayer und Zeltia wegen Preisabsprachen vor der Teilnahme an öffentlichen Ausschreibungen und Angeboten zwischen 1987 und 1989.